# Thinocorus rumicivorus
La agachona chica o perdicita (Thinocorus rumicivorus) es una especie de ave perteneciente a la familia Thinocoridae.
Se reproduce en Argentina, Bolivia, Chile, Perú y ha sido registrada en Ecuador, Uruguay, Islas Malvinas, Islas Shetland del Sur y posiblemente en Brasil. Se reconocen distintas subespecies en distintos sitios. La gama de la Agachona Chica se estima en aproximadamente 1.300.000 km².
Su hábitat natural son las praderas templadas, praderas a gran altitud subtropical o tropical, estepas, vegas, lagunas y tierras de pastoreo. La alimentación es herbívora, principalmente hojas, hierbas suculentas y semillas.